# Daniel Vaca
Daniel Vaca (Santa Cruz da Serra, Bolívia, 3 de novembro de 1978) é um ex-futebolista boliviano. que atuava como goleiro.

## Carreira
Daniel Vaca é o segundo jogador com mais partidas disputados pelo The Strongest com 420 partidas, na sua passagem de 10 anos.

## Seleção
Daniel Vaca integrou a Seleção Boliviana de Futebol na Copa América de 2011.

## Titulos
| Título           | Club              | País    | Año           |
| ---------------- | ----------------- | ------- | ------------- |
| Primera División | Blooming          | Bolívia | 1999          |
| Primera División | Blooming          | Bolívia | Apertura 2005 |
| Primera División | San José          | Bolívia | Clausura 2007 |
| Primera División | Jorge Wilstermann | Bolívia | Apertura 2010 |
| Primera División | The Strongest     | Bolívia | Apertura 2011 |
| Primera División | The Strongest     | Bolívia | Clausura 2012 |
| Primera División | The Strongest     | Bolívia | Apertura 2012 |
| Primera División | The Strongest     | Bolívia | Apertura 2013 |
| Primera División | The Strongest     | Bolívia | Apertura 2016 |